# Тарлеле (Бузау)
Тарлеле (рум. Târlele) насеље је у Румунији у округу Бузау у општини Кокирљанка. Oпштина се налази на надморској висини од 83 m.

## Становништво
Према подацима из 2002. године у насељу је живело 72 становника, од којих су сви румунске националности.